# 1960 год в спорте
Список 1960 год в спорте описывает спортивные события, произошедшие в 1960 году.

## СССР
- Чемпионат СССР по боксу 1960;
- Чемпионат СССР по волейболу среди женщин 1960;
- Чемпионат СССР по волейболу среди мужчин 1960;
- Чемпионат СССР по самбо 1960;
- Чемпионат СССР по классической борьбе 1960;
- Чемпионат СССР по лёгкой атлетике 1960;
- Чемпионат СССР по русским шашкам 1960;
- Чемпионат СССР по хоккею с мячом 1959/1960;
- Чемпионат СССР по хоккею с мячом 1960/1961;
- Создан баскетбольный клуб «Уралмаш»;

### Шахматы
- Командный чемпионат СССР по шахматной композиции 1960;
- Первенство СССР между командами союзных республик по шахматам 1960;
- Чемпионат СССР по шахматам 1960;

### Футбол
- Чемпионат СССР по футболу 1960;
- Созданы клубы:
  - «Амур» (Благовещенск);
  - «Бриз» (Измаил);
  - «Булат» (Череповец);
  - «Вахш»;
  - «Витебск»;
  - «Десна»;
  - «Динамо-Брест»;
  - «Днепр» (Могилёв);
  - «Зеленодольск»;
  - «Ильичёвец»;
  - «Каунас»;
  - «Прогресс» (Черняховск);
  - «Салют» (Белгород);
  - «Спартак» (Ереван);
  - «Спартак» (Тамбов);
  - «Тараз»;
  - «Тобол» (Курган);
  - «Фрунзенец-Лига-99»;
  - «Хазар» (Сумгаит);
  - «Шексна»;

### Хоккей с мячом
Созданы клубы:
- «Универсал»;
- «Урожай» (Смидович);

### Хоккей с шайбой
- Чемпионат СССР по хоккею с шайбой 1959/1960;
- Чемпионат СССР по хоккею с шайбой 1960/1961;
- Создан клуб «Нефтяник-Смена»;

## Международные события
- Зимняя Универсиада 1960;
- Чемпионат Европы по бейсболу 1960;
- Чемпионат Европы по фигурному катанию 1960;
- Чемпионат мира по волейболу среди женщин 1960;
- Чемпионат мира по волейболу среди мужчин 1960;
- Чемпионат мира по конькобежному спорту в классическом многоборье 1960;
- Чемпионат мира по фигурному катанию 1960;

### Зимние Олимпийские игры 1960
- Биатлон;
  - Индивидуальная гонка (мужчины);
- Горнолыжный спорт;
- Лыжные гонки;
- Прыжки с трамплина;
- Фигурное катание;
- Хоккей;
- Медальный зачёт на зимних Олимпийских играх 1960;

### Летние Олимпийские игры 1960
- Академическая гребля;
- Баскетбол;
- Бокс;
- Борьба;
- Велоспорт;
- Водное поло;
- Гребля на байдарках и каноэ;
- Конный спорт;
- Лёгкая атлетика;
- Парусный спорт;
- Плавание;
- Прыжки в воду;
- Современное пятиборье;
- Спортивная гимнастика;
- Стрельба;
- Тяжёлая атлетика;
- Фехтование;
- Футбол;
- Хоккей;
- Итоги летних Олимпийских игр 1960 года;

### Баскетбол
- Драфт НБА 1960 года;
- НБА в сезоне 1959/1960;
- НБА в сезоне 1960/1961;
- Кубок чемпионов ФИБА 1959/1960;
- Кубок чемпионов ФИБА 1960/1961;
- Чемпионат Италии по баскетболу 1959/1960;
- Чемпионат Италии по баскетболу 1960/1961;
- Созданы клубы:
  - «Виртус» (Рим);
  - «Динамо» (Сассари);

### Футбол
- Матчи сборной СССР по футболу 1960;
- Кубок европейских чемпионов 1959/1960;
- Кубок европейских чемпионов 1960/1961;
- Финал Кубка европейских чемпионов 1960;
- Кубок Либертадорес 1960;
- Кубок обладателей кубков УЕФА 1960/1961;
- Кубок ярмарок 1958/1960;
- Кубок ярмарок 1960/1961;
- Футбол на летних Олимпийских играх 1960;
- Чемпионат Европы по футболу 1960;

### Хоккей с шайбой
- Матч всех звёзд НХЛ 1960;
- НХЛ в сезоне 1959/1960;
- НХЛ в сезоне 1960/1961;

### Шахматы
- Матч за звание чемпиона мира по шахматам 1960;
- Матч за звание чемпионки мира по шахматам 1959/1960;
- Шахматная олимпиада 1960;

## Персоналии

### Родились
- 29 января — Ратов, Владислав Игоревич, абсолютный чемпион СССР по самбо.
- 30 марта — Джонсон, Билл, американский горнолыжник, олимпийский чемпион 1984 года в скоростном спуске.
- 26 июля — Манаков, Виктор Викторович, советский и российский велогонщик, олимпийский чемпион 1980 года в Москве и чемпион мира 1987 года.
- 26 октября — Себиев, Рамзан Вахаевич, советский боксёр.